# Gare de Kamo (Niigata)
La gare de Kamo (加茂駅, Kamo-eki) est une gare ferroviaire de la ville de Kamo, dans la préfecture de Niigata au Japon. Elle est exploitée par la compagnie JR East.

## Situation ferroviaire
Kamo est située au point kilométrique (PK) 103,8 de la ligne principale Shin'etsu (depuis Naoetsu).

## Histoire
La gare a ouvert le 20 novembre 1897.

## Service des voyageurs

### Accueil
La gare dispose d'un bâtiment voyageurs, avec guichets, ouvert tous les jours.

### Desserte
- Ligne principale Shin'etsu :
  - voie 1 : direction Nagaoka, Kashiwazaki et Naoetsu
  - voie 2 : direction Niitsu et Niigata